# Prometeo incatenato
(Prometeo incatenato, Eschilo)
Prometeo incatenato (in greco antico: Προμηθεὺς δεσμώτης?, Promēthéus desmṓtes) è una tragedia attribuita ad Eschilo. La data di prima rappresentazione è incerta, si ipotizza il 460 a.C. circa. L'opera faceva parte di una trilogia dedicata a Prometeo, di cui le altre parti non sono conosciute se non in forma di frammenti (Prometeo liberato e Prometeo portatore del fuoco). È incerto anche l'ordine delle tre tragedie, poiché è ignoto se il Portatore del fuoco fosse la prima o la terza parte.

## Trama
Dopo la rivolta di Zeus contro il padre Crono, e la guerra che ne segue, Zeus si insedia al potere e annienta i suoi oppositori. Prometeo, per aver donato il fuoco agli uomini, subisce la sua collera e viene incatenato ad una roccia ai confini della Terra nella regione della Scizia. Il dramma, interamente statico, mette in scena Prometeo di fronte a diversi personaggi divini, senza mai presentare un confronto diretto tra Zeus e il titano.
La scena si apre in Scizia, fra aspri monti e lande desolate. Efesto, il Potere (Κράτος) e la Forza (o Violenza, Βία) hanno catturato il titano Prometeo e lo incatenano ad una rupe. Zeus lo punisce perché ha donato il fuoco agli uomini, ribellandosi al suo volere. Non solo: egli ha dato agli uomini la speranza, spegnendo negli umani la vista della morte; inoltre ha dato a loro il pensiero e la coscienza, la scrittura, la memoria, la medicina, ma anche la capacità di interpretare, attraverso la mantica, il volere degli dei e il futuro.  Il titano viene quindi raggiunto da vari personaggi, che tentano di portargli conforto e consiglio: le Oceanine, Oceano ed Io, amata da Zeus e per questo odiata da Era, a cui Prometeo predice il suo destino, ma anche il tortuoso futuro che Zeus ha dinanzi a sé. Egli annuncia  che uno dei discendenti del nuovo re degli dei (il riferimento è al semidio Eracle) riuscirà a liberarlo dalla punizione divina. Prometeo ha però una via di fuga dall'angosciosa situazione in cui si trova, perché egli conosce un segreto che potrebbe causare la disfatta del potere olimpico retto da Zeus. La minaccia consiste nel frutto della relazione fra Zeus e Teti, che potrebbe generare un figlio in grado di sbaragliare il padre degli dèi. Zeus invia il dio Ermes per estorcere il segreto a Prometeo, ma egli non cede e per questo viene scagliato, insieme alla rupe a cui è incatenato, nel Tartaro, un burrone senza fondo.

## Commento

### Prometeo il ribelle
In tutta l'opera è costante la centralità del personaggio di Prometeo, un ribelle incapace di accettare l'ordine imposto da Zeus e dai nuovi dei, che pretendono di piegare ogni cosa alla loro volontà, ignorando la infelice condizione dei mortali, che spinge invece Prometeo, di origini divine, a dare loro aiuto. Nell'opera è presentato il solo punto di vista del protagonista, che ripete la propria avversione per Zeus di fronte a numerosi personaggi, ma che appare portatore di un valore che non può non suscitare simpatia nello spettatore: la solidarietà verso gli uomini e la volontà di aiutarli a progredire facendo loro conoscere il fuoco.
Prometeo, dunque, si presenta come portatore di luce e di progresso, anche a costo di sfidare la volontà di Zeus: una figura ben diversa da quella che appare nella Teogonia di Esiodo, in cui il titano è presentato come un briccone che sfida gli dei in una gara d'astuzia nella quale ad uscire perdente sarà proprio il genere umano. L'identificazione dello spettatore in Prometeo avviene in quanto il titano, come l'uomo, aspira ad un di più che non gli è concesso; Prometeo appare così come un eroe confinato in un sistema di valori arcaico, dove l'ambizione a un di più è considerata un atto di tracotanza (hybris).

### La trilogia

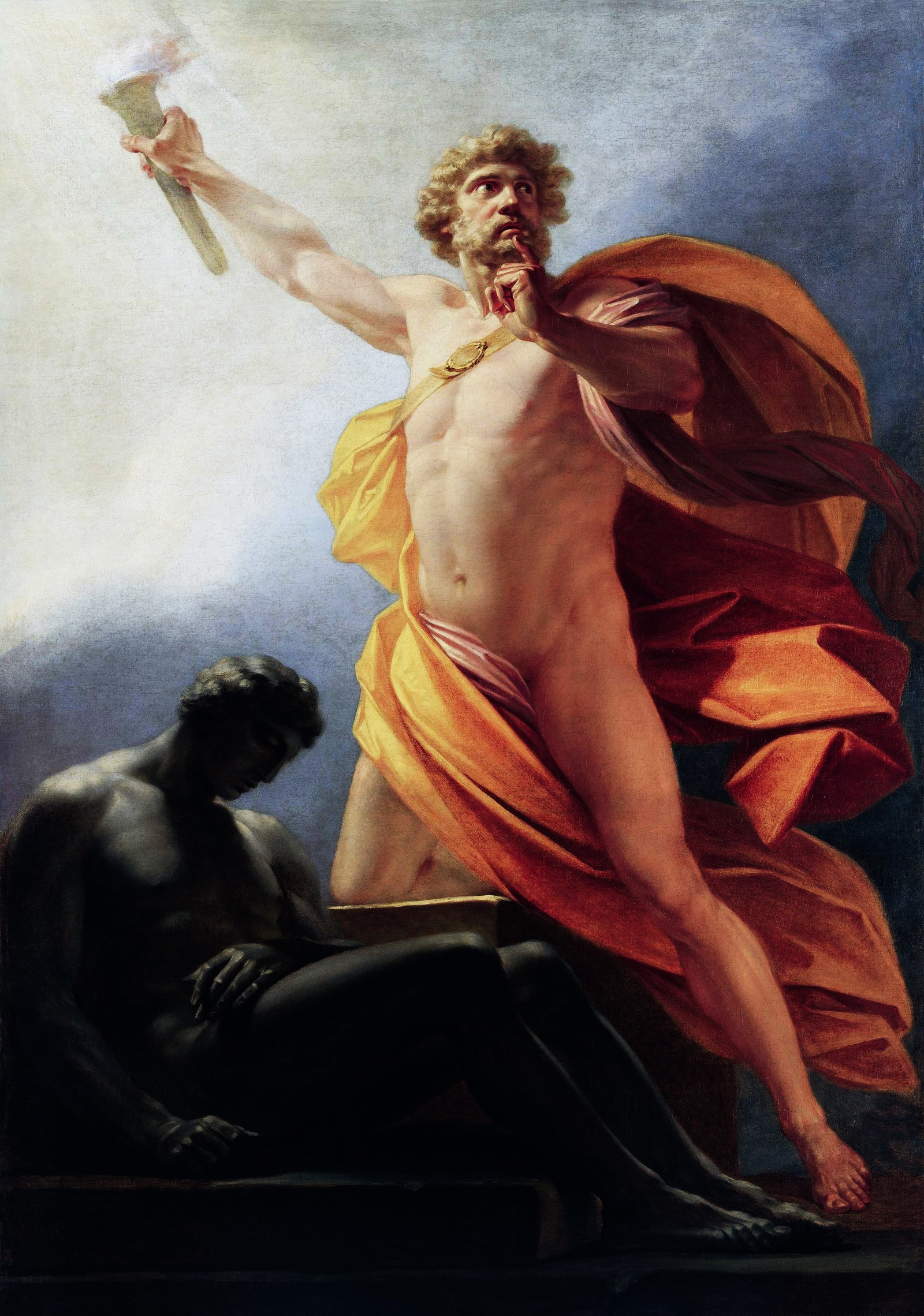
Prometeo porta il fuoco all'umanità
Dipinto di Heinrich Füger (1817)

La trilogia in forma completa narrava il furto del fuoco da parte di Prometeo, cui seguiva la punizione ad opera di Zeus, che faceva incatenare il titano ad una rupe, e la successiva liberazione da parte di Eracle. Se il Portatore del fuoco era la prima parte della trilogia, è probabile che narrasse proprio il furto del fuoco, mentre, se era la terza, si può ipotizzare che trattasse l'istituzione delle feste ateniesi in onore di Prometeo, nell'ambito di un nuovo patto d'alleanza tra dei e uomini (non dissimile da quello con le Eumenidi alla fine dell'Orestea). In ogni caso, la disputa tra Zeus e Prometeo doveva trovare una sua ricomposizione dopo la liberazione del titano. Forse Prometeo accettava la sovranità di Zeus, e quest'ultimo consentiva che l'umanità progredisse attraverso le arti del titano. Si è anche supposto (nuovamente in analogia con l’Orestea) che Zeus aggiungesse anche un proprio dono agli uomini: la Giustizia.

### Il problema dell'attribuzione
Negli ultimi decenni alcuni studiosi hanno messo in dubbio la paternità eschilea dell'opera. Si ipotizza che il testo che oggi conosciamo sia di altro autore (si è parlato, in anni recenti, del figlio dello stesso tragediografo, Euforione), o che il testo originale eschileo sia stato modificato dopo la morte del suo autore. Questo per tre ragioni principali:
- Nelle opere di Eschilo, Zeus è sempre portatore del modo di ragionare ed agire più retto, mentre nel Prometeo appare come un tiranno.
- Alcuni dei discorsi di Prometeo a propria autodifesa sembrano influenzati dal dibattito sull'evoluzione del genere umano e sul rapporto tra natura e cultura tipico della filosofia sofistica, che però si diffuse ad Atene solo dopo la morte di Eschilo.
- Motivazioni metriche.

D'altra parte, per il primo punto, è possibile che la figura di Zeus venisse riabilitata nelle altre tragedie della trilogia, e in ogni caso lo scontro tra personaggi rigidi ed orgogliosi, nonché tra divinità più anziane e divinità più giovani, è presente anche altrove nel teatro eschileo (basti pensare ancora una volta all’Orestea, con la contrapposizione tra le Erinni e Apollo). Il dubbio rimane, ma la maggior parte degli studiosi propende per confermare la paternità eschilea dell'opera.